# Milan Babić
Milan Babić (Kukar, 1956. február 26. – Hága, 2006. március 5.) az önjelölt Krajinai Szerb Köztársaság (RSK) első elnöke, aki a horvát szabadságharc idején volt hivatalban. 1991. december 19. és 1992. február 16. között az RSK elnöke volt.
A háború után a volt Jugoszláviával foglalkozó Nemzetközi Büntető Törvényszék (ICTY) 2004-ben háborús bűncselekmények miatt emelt vádat ellene, és az első vádlottként bűnösnek vallotta magát, és egyezséget kötött az ügyészekkel, majd 13 év börtönre ítélték. Babić nyilvános nyilatkozatában "szégyent és megbánást" fejezett ki, és elmondta, hogy könyörgésének célja a horvátországi szerbek kollektív szégyenének csökkentése, és felszólította "a horvát testvéreket, hogy bocsássanak meg szerb testvéreiknek" tetteikért.
2006 márciusában Babić öngyilkos lett cellájában a hágai Scheveningen fogvatartási központban. A bíróság vezetése nem tudta megmagyarázni, hogyan történt ez (valamint Slobodan Milošević több mint két hete bekövetkezett halála) egy videomegfigyelő cellában.

## Külső hivatkozások
- Schuldbekenntnis von Milan Babic vor dem ICTY (angol nyelven)